# Li zite 'ngalera
Li zite 'ngalera ("Los amantes en galeras"") es una ópera cómica con música de Leonardo Vinci y libreto en napolitano de Bernardo Saddumene. Se estrenó en el Teatro dei Fiorentini de Nápoles, el 3 de enero de 1722.

## Personajes
| Personaje                  | Tesitura              | Reparto del estreno 3 de enero de 1722 |
| -------------------------- | --------------------- | -------------------------------------- |
| Ciomma                     | soprano               | Rosa Cirillo                           |
| Federico Mariani           | bajo                  |                                        |
| Belluccia                  | soprano               | Ippolita Costa                         |
| Ciccariello                | soprano (en travesti) |                                        |
| Carlo                      | soprano (en travesti) | Giacomina Ferrari                      |
| Titta                      | contralto             | Filippo Calantro (Calandra)            |
| Rapisto                    | bajo                  | Giovanni Romaniello                    |
| Meneca                     | tenor                 | Simone de Farco                        |
| Colagnolo                  | tenor                 |                                        |
| Assan                      | bajo                  |                                        |
| Schiava (muchacha esclava) | soprano               | Laura Monti                            |

## Argumento
El joven Carlo abandona a su antiguo amor, Belluccia, en favor de uno nuevo, Ciomma. Disfrazada de hombre, Belluccia persigue a Carlo. Logra que se enamoren de ella varias damas de la ciudad, incluida la propia Ciomma. Cuando llega el padre de Belluccia, el capitán de galeras Federico, amenaza a Carlo con la muerte, pero Belluccia se apiada de él y la pareja se reconcilia y se casa.

## Grabaciones
Li zite 'ngalera Solistas, Cappella della Pietà de' Turchini, dirigida por Antonio Florio (Opus 111, 1999) 2 CD.